# 针叶蕨
针叶蕨（学名：Vaginularia trichoidea）为书带蕨科针叶蕨属下的一个种。